# Ludgrove School
Ludgrove School é um internato particular e uma escola preparatória para duzentos garotos, com idades entre oito e treze anos. Está situada perto de Wokingham, em Berkshire, na Inglaterra.